# Bean – Az igazi katasztrófafilm
A Bean – Az igazi katasztrófafilm (eredeti cím: Bean) 1997-ben bemutatott brit–amerikai filmvígjáték,  a Mr. Bean nyaral előtti játékfilm, ami a Mr. Bean című filmsorozaton alapszik. A rendezője Mel Smith, a producerei Peter Bennet-Jones, Tim Bevan és Eric Fellner, a forgatókönyvírói Richard Curtis és Robin Driscoll, a zeneszerzője Howard Goodall. A főszerepben Rowan Atkinson látható. A mozifilm PolyGram Filmed Entertainment és a Gramercy Pictures gyártásában készült, az Universal Pictures forgalmazásában jelent meg.
Az Amerikai Egyesült Államokban 1997. október 17-én, az Egyesült Királyságban 1997. november 6-án, Magyarországon 1997. augusztus 1-jén mutatták be a mozikban.

## Rövid történet
Mr. Bean teremőrként dolgozik egy brit képtárban és feladatul kapja, hogy vigye el James McNeill Whistler Whistler anyja című híres festményét az Egyesült Államokba. Ott azonban tévedésből doktornak nézik, és miközben feldúl egy házasságot, felidegesít egy rendőrt, és véletlenül meg is rongálja a képet, megpróbálja helyrehozni a hibáit.

## Cselekmény

James McNeill Whistler: Whistler anyja (olaj, vászon, 1871) című festmény

Mr. Bean (Rowan Atkinson) egy jó szándékú, de ügyetlen teremőr a brit Nemzeti Galériában, Londonban. Bár rendszeresen meg akarnak szabadulni tőle, az igazgató (Sir John Mills) valamiért ragaszkodik hozzá. Így aztán kapva kapnak az alkalmon, amikor egy ötvenmillió dollárért vásárolt festményt, a Whistler anyját kell elvinni egy kaliforniai képtárba, és Beant szavazzák meg küldöttnek. A látogatását a kurátor, David Langley (Peter MacNicol) felügyeli, akit tévedésből úgy tájékoztatnak, hogy ő Dr. Bean, egy igazi géniusz. Befogadja a házába, felesége, Allison (Pamela Reed), a fia, Kevin (Andrew Lawrence), és a lánya, Jennifer (Tricia Vessey) nagy bosszúságára, látogatása ugyanis két hónapig fog tartani.
Amikor Bean megérkezik Los Angelesbe, a repülőtéren azonnal letartóztatják, mert azt hiszik, hogy fegyver van nála (valójában csak az ujjaival játszott), és csak azután engedik el, hogy tisztázza magát. Furcsa viselkedése miatt Allison meg akar tőle szabadulni, de David szerint ő csak egy különc. Később Bean ellátogat a galériába, ahol a mosdó használata közben véletlenül levizezi a nadrágját. Amikor meg akarja szárítani, botrányt kavar, a galéria tulajdonosa, George Grieson (Harris Yulin) pedig figyelmezteti Davidet, hogy mivel ő ajánlotta Beant, ha bármit csinál, azért őt is felelősségre vonják. Otthon David meggyőzi Allisont, hogy Bean maradhasson náluk, de miután tönkreteszi pár értéktárgyukat, úgy dönt, hogy a gyerekekkel együtt az anyjához költözik. Így David és Bean egyedül maradnak a házban. Szórakozásképpen elmennek egy vidámparkba, ahol megint letartóztatják, mert megbütyköli egy virtuális hullámvasút szerkezetét, hogy félelmetesebb legyen. Idióta viselkedését látva a rendőr másodszor is elengedi őt, de figyelmezteti Davidet, hogy még egy kihágást nem fog megúszni. David kezd kételkedni abban, hogy "Dr. Bean" különc lenne, még abban is, hogy egy géniusz. Mikor tönkretesz egy vacsorát, ahol Grierson és a felesége is részt vesznek, David kérdőre vonja őt, és akkor válik világossá számára, hogy nem ért a művészetekhez sem.
Másnap reggel a festmény megérkezik, ezért a galériába sietnek. Míg David a biztonsági emberekkel beszélget, Bean egyedül marad a festménnyel. Tanulmányozása közben véletlenül rátüsszent, és a folt eltüntetésére tett kétségbeesett próbálkozásai közben megsemmisíti az arcot. Megpróbálja rekonstruálni, de helyette csak egy bugyuta karikatúrát készít a képre. Amikor David meglátja, teljesen kétségbeesik, és biztos benne, hogy ezzel vége a karrierjének. Este elmennek egy bárba, ahol leisszák magukat. Mikor hazaérnek, Allison mérges a részegség miatt, és válást helyez kilátásba.
Bean felelősnek érzi magát a történtekért, és a Kevinnel történő beszélgetése után kitalál egy tervet. Belopakodik a képtárba, ahol hashajtót kever a biztonsági őr italába, s eltünteti a vécé kulcsát. Majd a képhez megy, leveszi az eredeti festményt, és egy posztert helyez a helyére, amit egy kis trükkel úgy alakít át, hogy igazi festménynek tűnjön. Másnap reggel, a hivatalos bemutatón David látja, hogy a kép helyrejött, de nem nyugodhat meg teljesen, mert Beant felkérik, hogy mondjon beszédet. Szerencsére kivágja magát, és elnyeri mindenki szimpátiáját. Ám ekkor újabb tragédia történik: Jennifer motorbalesetet szenved, és kómában fekszik a kórházban. Miközben Davidet és Allisont a tragédia újra összehozza, Beant orvosnak nézik, és meg kell műtenie a rendőrt, aki kétszer is letartóztatta őt, és most lelőtték. Sikerrel jár, ám ezután Jennifert kell kezelésbe vennie. Egy defibrillátorral való szerencsétlenkedés hatására a lány felébred, a hálás család pedig örömmel teljesíti Bean kérését, hogy hadd maradhasson még egy hetet.
Miután Bean hazatér, kiderül, hogy az eredeti Whistler anyja kép még mindig nála van, amit a falán helyezett el.

## Szereplők
| Szereplő           | Színész             | Magyar hang      | Magyar hang     |
| Szereplő           | Színész             | 1997             | 2001            |
| ------------------ | ------------------- | ---------------- | --------------- |
| Mr. Bean           | Rowan Atkinson      | Verebély Iván    | Kerekes József  |
| David Langley      | Peter MacNicol      | Forgács Gábor    | Forgács Péter   |
| Elnök              | John Mills          | Velenczey István | Versényi László |
| Alison Langley     | Pamela Reed         | Csere Ágnes      | Csere Ágnes     |
| Kevin Langley      | Andrew Lawrence     | Előd Botond      | Czető Roland    |
| Jennifer Langley   | Tricia Vessey       | Somlai Edina     | Solecki Janka   |
| George Grierson    | Harris Yulin        | Tordy Géza       | Tordy Géza      |
| Newton tábornok    | Burt Reynolds       | Kárpáti Tibor    | Kárpáti Tibor   |
| Brutus hadnagy     | Richard Gant        | Hankó Attila     | Vass Gábor      |
| Lord Walton        | Peter Egan          | Konrád Antal     | Papp János      |
| Walter Merchandise | Tom McGowan         | Csuja Imre       | Csuja Imre      |
| Elmer              | Larry Drake         | Bácskai János    | Bácskai János   |
| Bernice Schimmel   | Sandra Oh           | Bessenyei Emma   | Juhász Judit    |
| Peterson rendőr    | Thomas Mills        | Horányi László   | Albert Péter    |
| Dr. Jacobson       | David Doty          | Lázár Sándor     | Garai Róbert    |
| Dr. Frowling       | Robert Curtis Brown | F. Nagy Zoltán   | Welker Gábor    |

## A film fogadtatása
A nézőközönség körében az egész estés Mr. Bean-filmnek hatalmas sikere volt és a készítőknek óriási bevételt (több mint negyed milliárd dollárt) hozott. A szakmai kritikák azonban keményen bírálták a filmet, mert jelentősen elrugaszkodott a figura hagyományaitól és egy erősen amerikanizált séma érvényesült a filmben. Ezt sokan marketingfogásnak vélték, hogy az Egyesült Államokban is eladhatóvá váljon a film. Mr. Bean az eredeti sorozatban általában nem beszélt, ha megszólalt akkor is csak néhány szót ejtett. A filmben Rowan Atkinsonnak sokkal több szöveg jutott a sorozatbeli szerepéhez képest, bár Mr. Bean így sem beszél sokat. Továbbra is nagy hangsúly helyeződik gyerekes, ámde flúgos csínytevéseire és ötletes, kreatív, de bosszantóan csacska leleményeire.
A film több, a sorozatból jól ismert elemet vesz át. Az egyik ilyen Mr. Bean elektronikai szaktudása, amit gyakran veszélyes ökörködésre használ fel, mint amikor megbuherálja az egyik vidámparki szimulációs játék műszereit. Szintén a sorozatból jól ismert epizód, amikor egy alvó utas feje fölött durrant szét Mr. Bean egy hányással teli zacskót.